# Gardel: ecos del silencio
Gardel: ecos del silencio es una película uruguaya de 1997. Dirigida por Pablo Rodríguez y protagonizada por Juan Manuel Tenuta, Ricardo Espalter y Carlos Hernández, es un film biográfico que combina ficción y documento, basado en investigaciones históricas de la vida del cantautor de tango Carlos Gardel.
La película participó en los festivales de cine de Gramado y Chicago.

## Protagonistas
- Juan Manuel Tenuta
- Ricardo Espalter (Carlos Escayola)[Nota 1]
- Carlos Hernández (Carlos Gardel)

## Sinopsis
Basado en la hipótesis uruguayista, cuyas investigaciones reclaman a Gardel nacido en el departamento de Tacuarembó, la ficción narra la vida del cantautor y actor de cine —infancia en la calle, juventud entre boliches y una sobresaltada vida adulta—, antes de alcanzar su indiscutida fama.